# Aphonoides punctatus
Aphonoides punctatus är en insektsart som först beskrevs av Wilhem de Haan 1842.  Aphonoides punctatus ingår i släktet Aphonoides och familjen syrsor. Inga underarter finns listade i Catalogue of Life.